# Bitwa pod Stonne
Bitwa pod Stonne – starcie zbrojne stoczone w dniach 15–18 maja 1940 roku pomiędzy siłami francuskimi a niemieckimi w czasie kampanii francuskiej.

## Tło
10 maja wojska III Rzeszy rozpoczęły inwazję na Francję (Grupa A) z jednoczesnym manewrem przez Belgię (Grupa B). Na odcinku od Luksemburga do Szwajcarii pozostawała jeszcze Grupa C, która jednak miała oczekiwać na postępy blitzkriegu i w późniejszym czasie ewentualnie włączyć się do działań na linii Maginota. Dzięki manewrowi przez Ardeny Niemcom udało się wejść 12 maja w lukę pomiędzy siłami francuskimi nad Mozą, gdyż sztab w Paryżu uznał, iż przeciwnik nie podejmie trudnego marszu przez góry. Wojska francuskie zostały zmuszone do szybkiego odwrotu, po tym jak Niemcom udało się przełamać obronę Sedanu (12–15 maja) i utworzyć tam przyczółki.

## Ordre de Bataille
W bitwie wzięło udział w sumie ok. 132 500 żołnierzy (w tym 45 500 Francuzów i 90 000 Niemców) oraz 430 czołgów (w tym 130 francuskich i 300 niemieckich).

### Siły francuskie
XXI Korpus Armijny
- 3. Rezerwowa Dywizja Pancerna (Panc.)
  - 5. Półbrygada (tzw. ciężka, w sile trzydziestu dziewięciu czołgów Char B1-bis)
    - 41. Batalion Czołgów (bcz)
    - 49. bcz

  - 7. Półbrygada (tzw. lekka, czołgi typu H-35 i H-39)
    - 42. bcz
    - 45. bcz

  - 16. Batalion Strzelców Pieszych (piechota zmechanizowana)
  - 319. Pułk Artylerii (pa)
- 3. Zmotoryzowana Dywizja Piechoty (DPZomot)
  - 6. Dywizjon Rozpoznawczy Dywizji Piechoty
  - 51. Pułk Piechoty (pp)
  - 67. pp
  - 91. pp
  - 42. pa
  - 242. Pułk Artylerii Ciężkiej (pac)
- 4. Batalion Czołgów Lekkich (bczl)

### Siły niemieckie
XIV Korpus Armijny
- 10. DP
  - 4. Brygada Pancerna (BPan.)
    - 7. Pułk Pancerny (trzy bataliony pancerne)
    - 8. Pułk Pancerny (trzy bataliony pancerne)

  - 10. Brygada Strzelców
    - 69. Pułk Strzelców
    - 86. Pułk Strzelców

  - 90. pa
  - 90. Pancerny Dywizjon Zwiadowczy
- Pułk Piechoty Großdeutschland

VI Korpus Armijny
- 16. Dywizja Piechoty[a]
  - 60. pp
  - 64. pp
  - 79. pp
  - 16. pa
  - 52. Pułk Artylerii Ciężkiej (pac)
  - 16. Batalion Saperów
  - 16. Dywizjon Rozpoznawczy
  - 16. Batalion Przeciwpancerny
  - 16. Batalion Łączności
  - 16. Polowy Batalion Zapasowy
- 24. Dywizja Piechoty[a]
  - 31. pp
  - 32. pp
  - 102. pp
  - 24. pa
  - 60. pac
  - 24. Batalion Saperów
  - 24. Dywizjon Rozpoznawczy
  - 24. Batalion Przeciwpancerny
  - 24. Batalion Łączności
  - 24. Polowy Batalion Zapasowy

## Bitwa
Po pierwszych klęskach Francuzi zdecydowali się powstrzymać natarcie niemieckie w okolicy wsi Stonne. Jednocześnie gen. Heinz Guderian nakazał uderzenie i zajęcie pozycji siłom niemieckim na linii Kanał Ardeński – Moza – Stonne – Mouzon. Ten manewr miał zapewnić bezpieczeństwo Grupie A na jej lewej flance w czasie postępów w głąb francuskiego terytorium. Najważniejszym okazało się zdobycie pozycji wokół Stonne, gdyż zapewniłoby to względne bezpieczeństwo przeprawiającym się oddziałom niemieckim przed francuską artylerią.

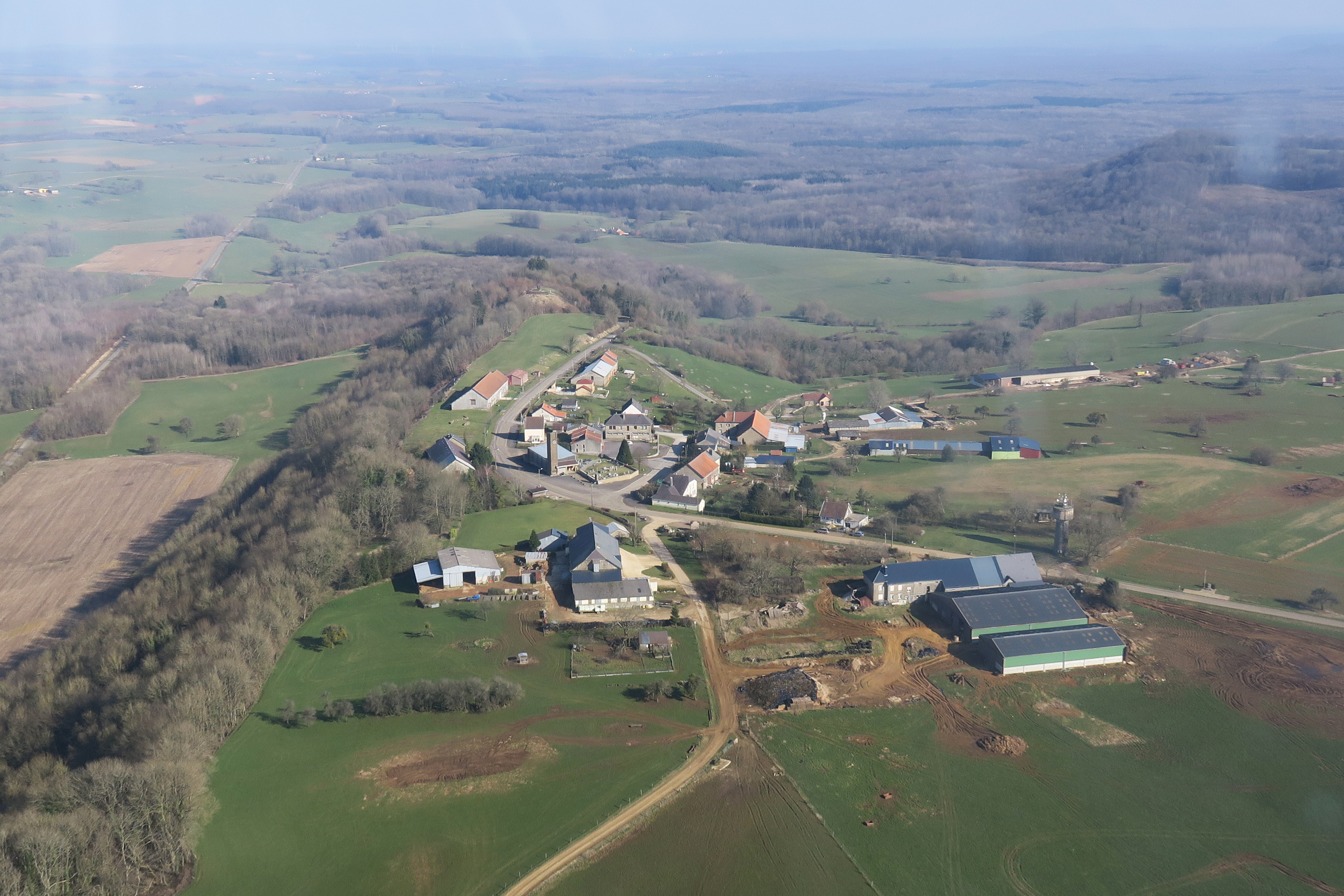
Panorama wsi Stonne w 2018 roku

Wcześnie rano 15 maja na Stonne uderzyły pierwsze oddziały niemieckie: pp Großdeutschland i 8. ppanc, które dostały się pod ogień francuskich 67. pp oraz 6. Dywizjony Rozpoznawczego Dywizji Piechoty. Po utracie siedmiu czołgów Niemcy wycofali się, choć utrzymali się w samej wsi. Sytuację zmienił dopiero atak od strony zachodniej francuskiej lekkiej 7. Półbrygady o godz. 7:30. Wyczerpawszy jednak amunicję i bez wsparcia piechoty o godz. 8:00 czołgi wycofały się, a wieś ponownie zajęli Niemcy. Kontruderzenie próbował przeprowadzić w tej sytuacji o godz. 9:00 kpt. Caraveo z 49. bcz, ale także on nie otrzymał wsparcia piechoty i musiał zarządzić odwrót. O 9:30 Stonne ponownie znalazło się w rękach sił niemieckich. Caraveo nie poddał się i ponowił natarcie – Stonne zostało zajęte ok. 10:30. Czołgi francuskie nadal pozostawały jednak bez wsparcia piechoty i po utracie trzech pojazdów zarządzono odwrót. O 10:45 wieś po raz kolejny zajęli Niemcy.
Francuzi w tej sytuacji postanowili przeprowadzić kontrnatarcie z większymi siłami. Brały w nim udział 51. pp., 67. pp, oraz trzy czołgi z 49. bcz, jeden z 45. bcz oraz dwa z 4. bczl Po zaciętych walkach Francuzom udało się ok. południa wkroczyć i utrzymać Stonne. Tymczasem dowodzący całym francuskim zgrupowaniem gen. Jean Flavigny postanowił poprowadzić wielkie natarcie pod Sedanem, aby odrzucić siły inwazyjne w kierunku granicy. Wymusiło to postój czołgów we wsi, aby uzupełnić paliwo i zsynchronizować dalsze działania z innymi jednostkami. Niemcy zyskali czas na przegrupowanie odrzuconych sił i poprowadzili nowe uderzenie. Zaskoczone siły francuskie musiały wycofać się pod naporem 69. pp i pp Großdeutschland, które zajęły wieś o 17:30. Powiadomiony o wszystkim Flavigny musiał odwołać atak pod Sedanem, a to zapewniło Niemcom w tym rejonie sukces operacyjny. Francuzi jednak nie zamierzali łatwo rezygnować z pozycji pod Stonne.

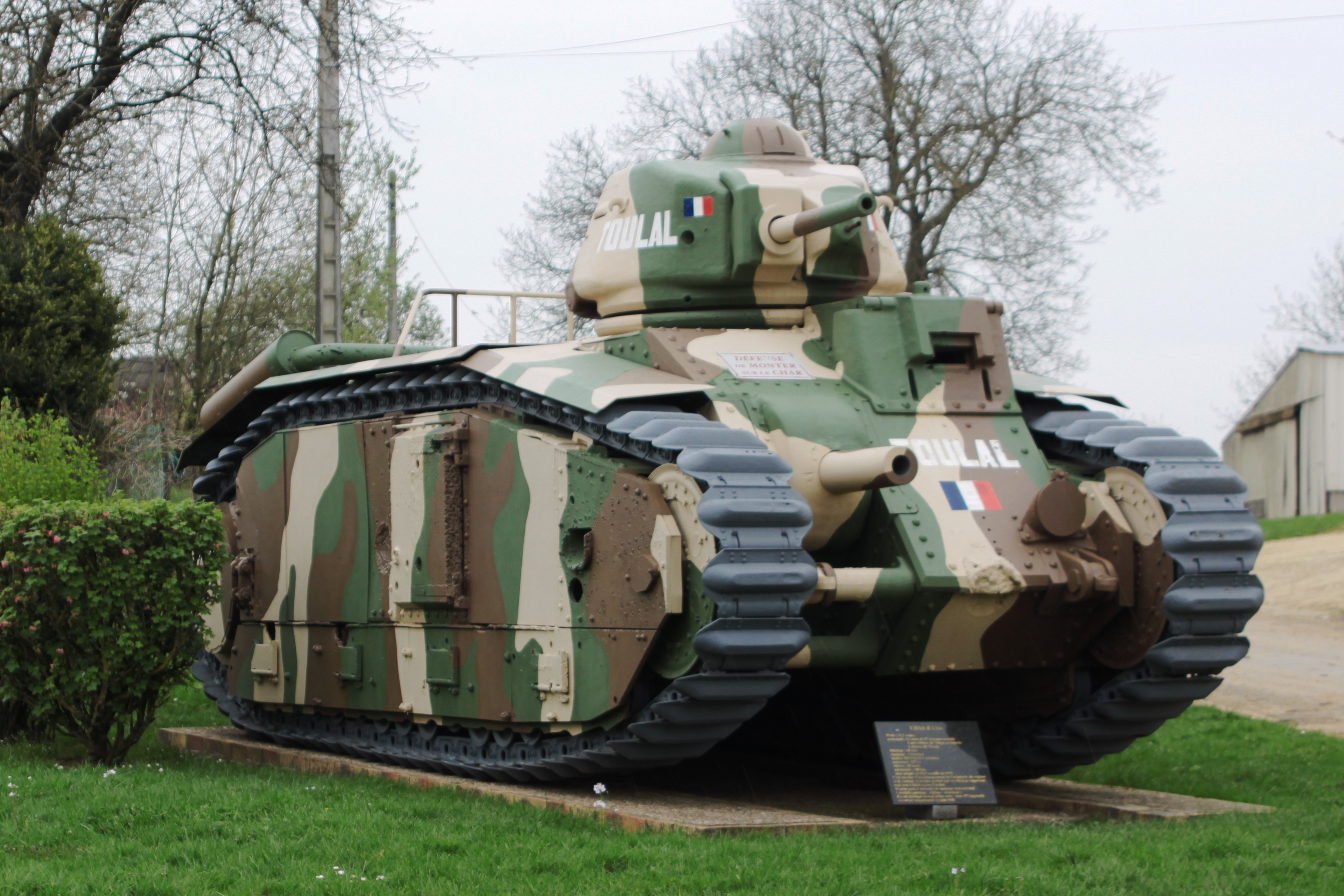
Francuski czołg Char B1-bis w Stonne

16 maja walki nie były już tak zacięte, jednak wieś dwukrotnie zmieniała posiadacza: o 7:30 miejscowość zdobyli Francuzi. Kluczową rolę w tym natarciu odegrał tzw. Rzeźnik ze Stonne, kpt. Pierre Billotte. Dowodząc jednym czołgiem typu Char B1-bis (nazwa własna Eure) z 41. bcz poprowadził on szarżę na niemiecki konwój pancerny z 8. pcz (4. BPanc). Zniszczywszy pojazdy prowadzący i końcowy, rozpoczął następnie ostrzał reszty niemieckich czołgów. W wyniku tego ataku zostało zniszczonych trzynaście pojazdów nieprzyjaciela (dwa typu PzKpfw IV oraz jedenaście PzKpfw III), a także dwie armaty przeciwpancerne 3,7 cm PaK. Mimo aż stu czterdziestu trafień bezpośrednich Billotte bez strat i poważnych uszkodzeń czołgu powrócił na pozycje francuskie. Mimo tego sukcesu w nowym natarciu ok. godz. 17:00 Francuzi zostali jednak wyparci ze Stonne przez Niemców.
17 maja walki znów przybrały na sile i Stonne jeszcze sześciokrotnie było zajmowane bądź przez Francuzów bądź przez Niemców. Ostatecznie o 17:30 17 maja siły francuskie musiały się wycofać wobec sukcesów Niemców w innych rejonach walk. Po raz siedemnasty i ostatni w tej kampanii wieś zmieniła właściciela. Mimo sukcesu sił niemieckich pojedyncze ogniska oporu wokół Stonne przetrwały aż do 25 maja.

## Skutki
Bitwa okazała się dla Niemców jedną z najkrwawszych w całej kampanii, ze stratami: 3000 zabitych i ponad 23 500 rannych. Francuzi ponieśli również wysokie straty, jednak niższe od niemieckich: 1000 zabitych oraz 6500 rannych. Niemcy stracili także dwadzieścia cztery czołgi, Francuzi natomiast trzydzieści trzy.
Nieudana próba obrony Stonne spowodowała, że chwilowo spowolniona ofensywa niemiecka dalej przebiegała pomyślnie i ostatecznie doprowadziła do francuskiej klęski 22 czerwca. Po zakończeniu II wojny światowej gen. Hermann Hoth napisał, że pod Stonne Francuzi zaprzepaścili szansę, by rychłą porażkę przekuć w zwycięstwo. Opinia ta była przesadzona, jednakże sukces Francuzów mógł doprowadzić do udanego wyparcia Niemców z okolic Sedanu i zmiany planów inwazyjnych.